# Varaždinske Toplice
Varaždinske Toplice est une ville et une municipalité située dans la région de Hrvatsko Zagorje, dans le comitat de Varaždin, en Croatie. Au recensement de 2001, la municipalité comptait 6 973 habitants, dont 98,87 % de Croates et la ville seule comptait 1 877 habitants.
Varaždinske Toplice est réputé pour ses eaux aux propriétés thermales qui atteignent une température de 58 °C.

## Histoire
Les eaux de Varaždinske Toplice étaient connues sous l'Empire romain ; à cette époque, la localité portait le nom de Aquae Iasae (en), indiquée par une inscription trouvée sur place et faisait partie de la province de Pannonie supérieure.
La ville possède deux sites qui conservent le souvenir de la Seconde Guerre mondiale, le site de l'ancien hôpital des Partisans de Tito et un mémorial en l'honneur de soldats croates tués par les Partisans le 29 septembre 1943 ; l'anniversaire de ce massacre est célébré chaque année à la fin du mois de septembre.

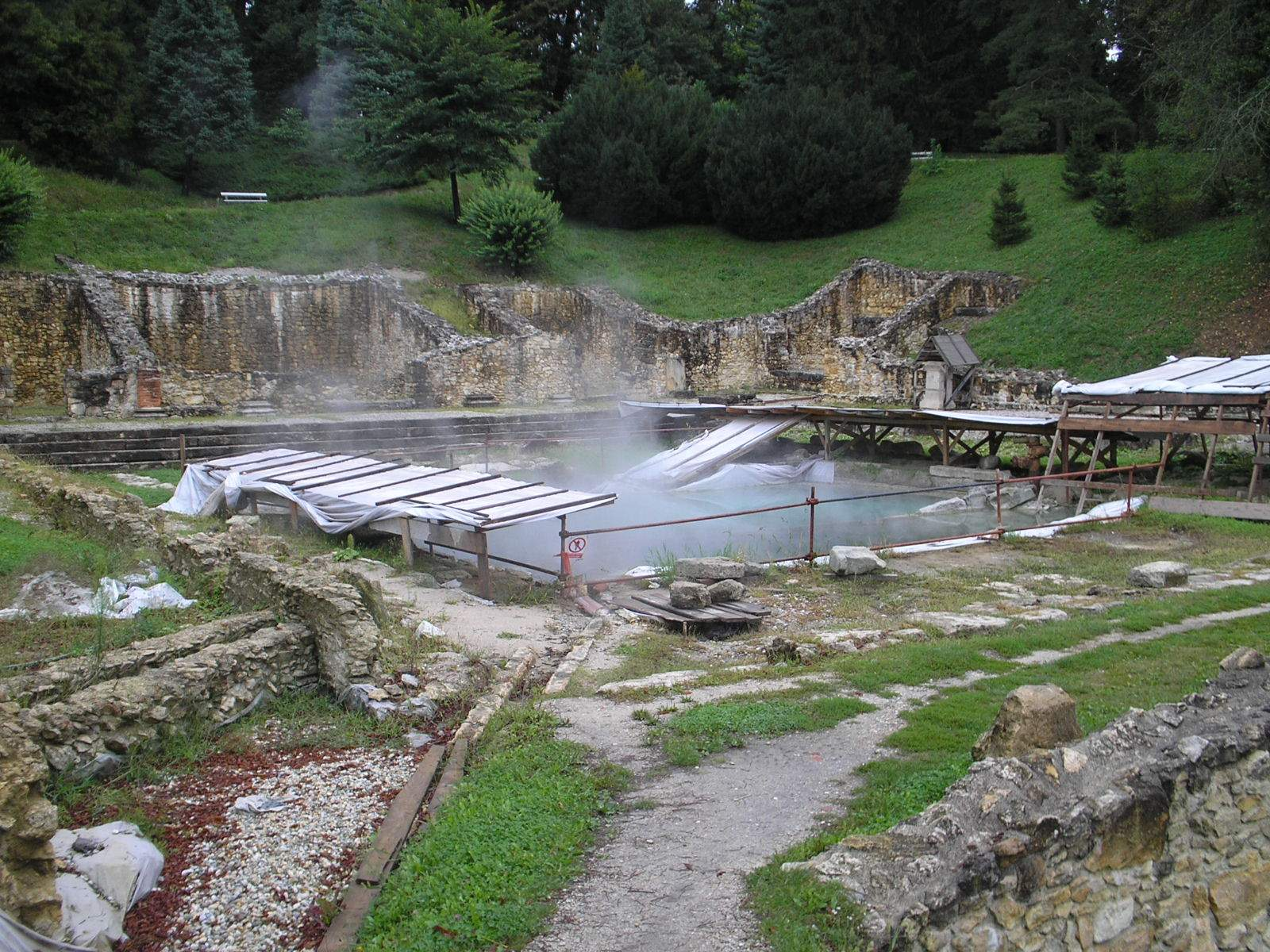
Vestiges des thermes romains de Varaždinske Toplice

## Localités
La municipalité de Varaždinske Toplice compte 23 localités : 
| - Boričevec Toplički - Črnile - Čurilovec - Donja Poljana - Drenovec - Gornja Poljana - Grešćevina - Hrastovec Toplički - Jalševec Svibovečki - Jarki Horvatićevi - Leskovec Toplički - Lovrentovec | - Lukačevec Toplički - Martinkovec - Petkovec Toplički - Pišćanovec - Retkovec Svibovečki - Rukljevina - Svibovec - Škarnik - Tuhovec - Varaždinske Toplice - Vrtlinovec |

## Personnalités
Ruža Pospiš Baldani (née en 1942), une chanteuse d'opéra, est née à Varaždinske Toplice.